# František Pála
František Pála (* 28. března 1944, Velké Popovice) je tenisový trenér a bývalý československý tenista, hrající levou rukou.

## Sportovní kariéra
V roce 1970 a 1973 zvítězil na mistrovství ČSSR ve dvouhře, ve čtyřhře pak v letech 1966, 1968, 1970 a 1972. Také získal dva tituly z mezinárodního mistrovství ČSSR ve dvouhře 1973 a 1975, ve finále byl v roce 1977. Od roku 1973 byl členem československého daviscupového týmu, za nějž nastoupil ve 23 zápasech ve dvouhře a 2 ve čtyřhře. Roku 1972 se stal finalistou na turnajích v Káhiře, Monte Carlu a Madridu. V roce 1977 získal titul ve čtyřhře spolu s Balázsem Taróczym z Mnichova a dosáhli také finálové účasti v Bruselu, když zápas nebyl dohrán.
Nejvyšší umístění zaznamenal na světovém žebříčku Grand Prix (předchůdce žebříčku ATP) 17. místo v roce 1972. Nejvýše na žebříčku ATP pro dvouhru figuroval na 114. místě (1977), ve čtyřhře na 60. místě (1977). V roce 1983 se stal ústředním trenérem československého tenisového svazu, na přelomu 90. let byl nehrajícím kapitánem československého družstva Davis Cupu. Otec František Pála (1912–1984) byl ředitel pivovaru v Rakovníku. Má dceru Moniku Víznerovou (nar. 1969), bývalou manželku Vojtěcha Flégla, a syna, tenisového trenéra a bývalého profesionálního tenistu Petra Pálu (nar. 1975). 
Externě spolupracoval s Redakcí sportu České televize, jako expert při přenosech z Davis Cupu a Fed Cupu.